# Johan Ludvig Maximilian Biellart
Johan Ludvig Maximilian Biellart (1724 – 7./8. oktober 1798) var en dansk officer.
Biellart var søn af den ved oberst Valentin von Eickstedts hvervede, senere ved Marineregimentet ansatte kaptajn Carl Frederik Vilhelm Biellart, der afskedigedes i 1728. Han udnævntes til værkbas réformé ved den holstenske Fortifikationsetat 1740. Samme år indtrådte han som kadet i Landkadetkompagniet, blev 1743 kadetkorporal og 1746 kadetsergent. Han ansattes dernæst 1747 som sekondløjtnant ved falsterske hvervede infanteriregiment, blev i 1754 karakteriseret og i 1756 virkelig premierløjtnant, men erholdt 1757 afsked og bestalling som ingeniørkaptajn, hvorefter han bivånede krigsoperationerne i Tyskland (Syvårskrigen) 1757-62. 1762 udnævntes han til ingeniørmajor med rang som majorer af Garden og ansattes som feltingeniør under feltmarskal, grev Claude-Louis de Saint-Germain ved den danske hærs mobilisering i anledning af de truende udsigter til krig med Rusland. Han ansattes i 1764 som kommandant i Kongsvinger Fæstning, hvilken stilling han beklædte til sin død. Medens han fungerede som sådan, forfremmedes han i 1772 til oberst af infanteriet, i 1780 til generalmajor – som hvilken han dog først erholdt gage i 1790 – og i 1795 til generalløjtnant med den ham forbeholdte anciennitet af 23. oktober 1789. Han blev 31. juli 1790 Ridder af Dannebrog. Biellart døde på Kongsvinger natten mellem 7. og 8. oktober 1798. Af skiftepapirerne i hans bo fremgår, at han er død ugift eller i hvert fald som barnløs enkemand.